# 阿爾諾河
阿尔诺河（義大利語：Arno）是義大利托斯卡纳地區的河流，除了台伯河以外，阿諾河是義大利中部最重要的河流之一。佛羅倫斯、恩波利與比薩也位在阿尔诺河畔。

## 來源和河道

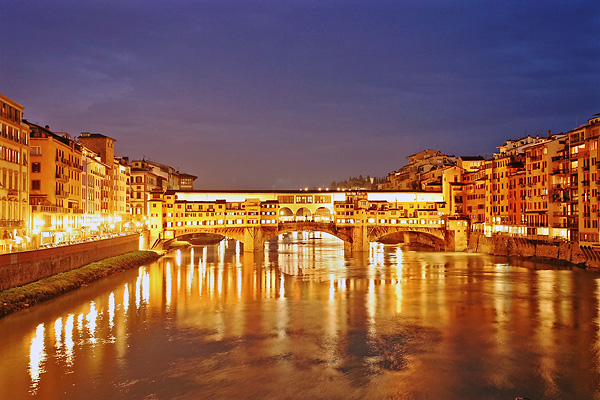
"Ponte Vecchio" (舊橋)

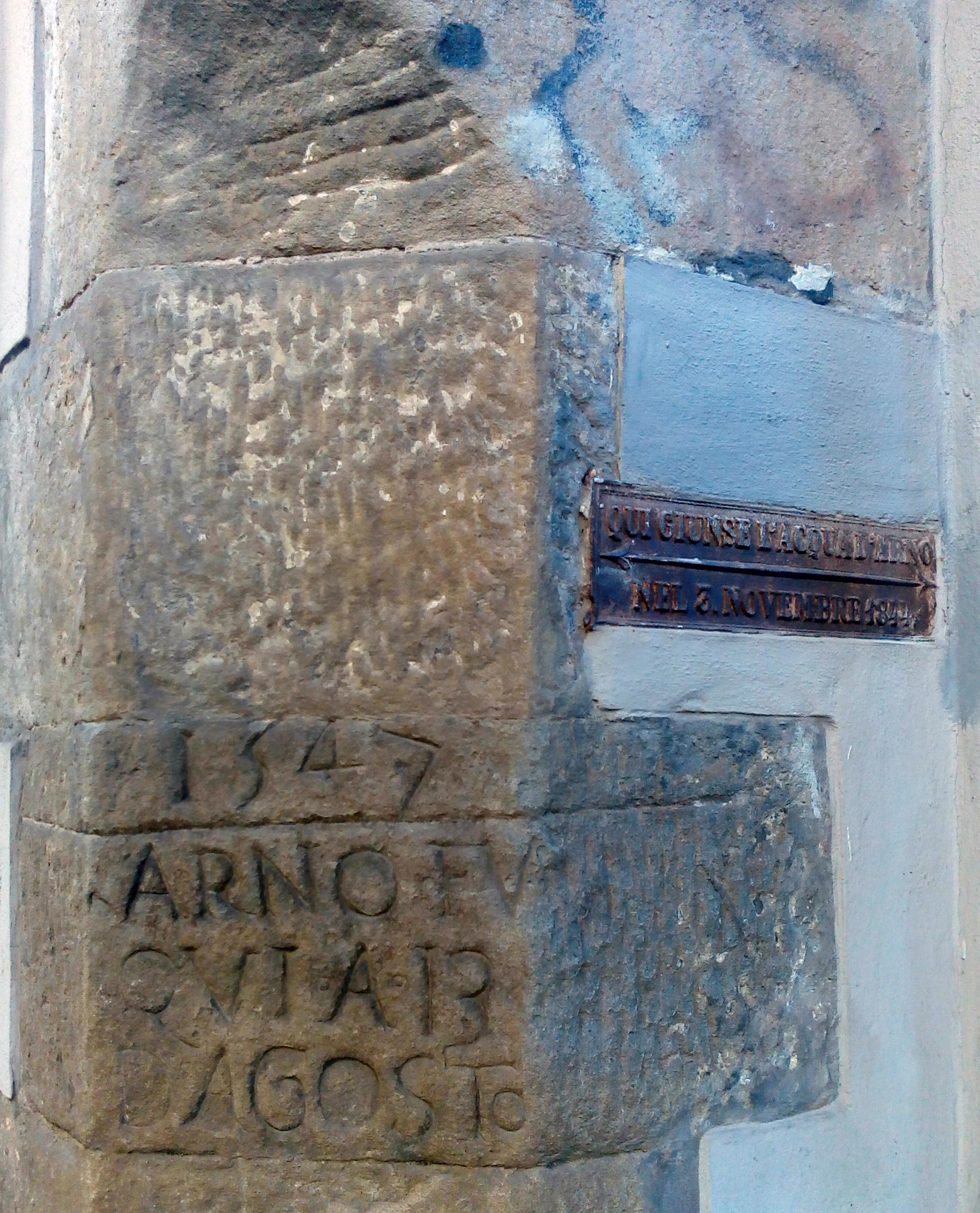
1547年8月13日（左）和1844年 11月3日（右金屬板），阿爾諾河洪水的高水位標記。 攝於Via delle Casine。

## 圖片

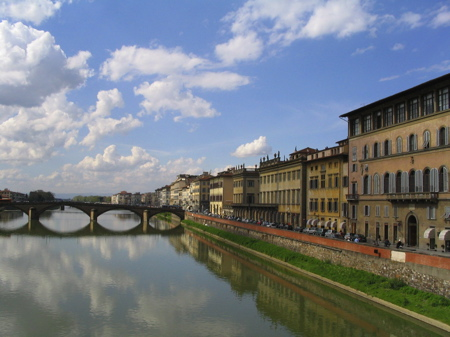
佛羅倫斯的阿爾諾河
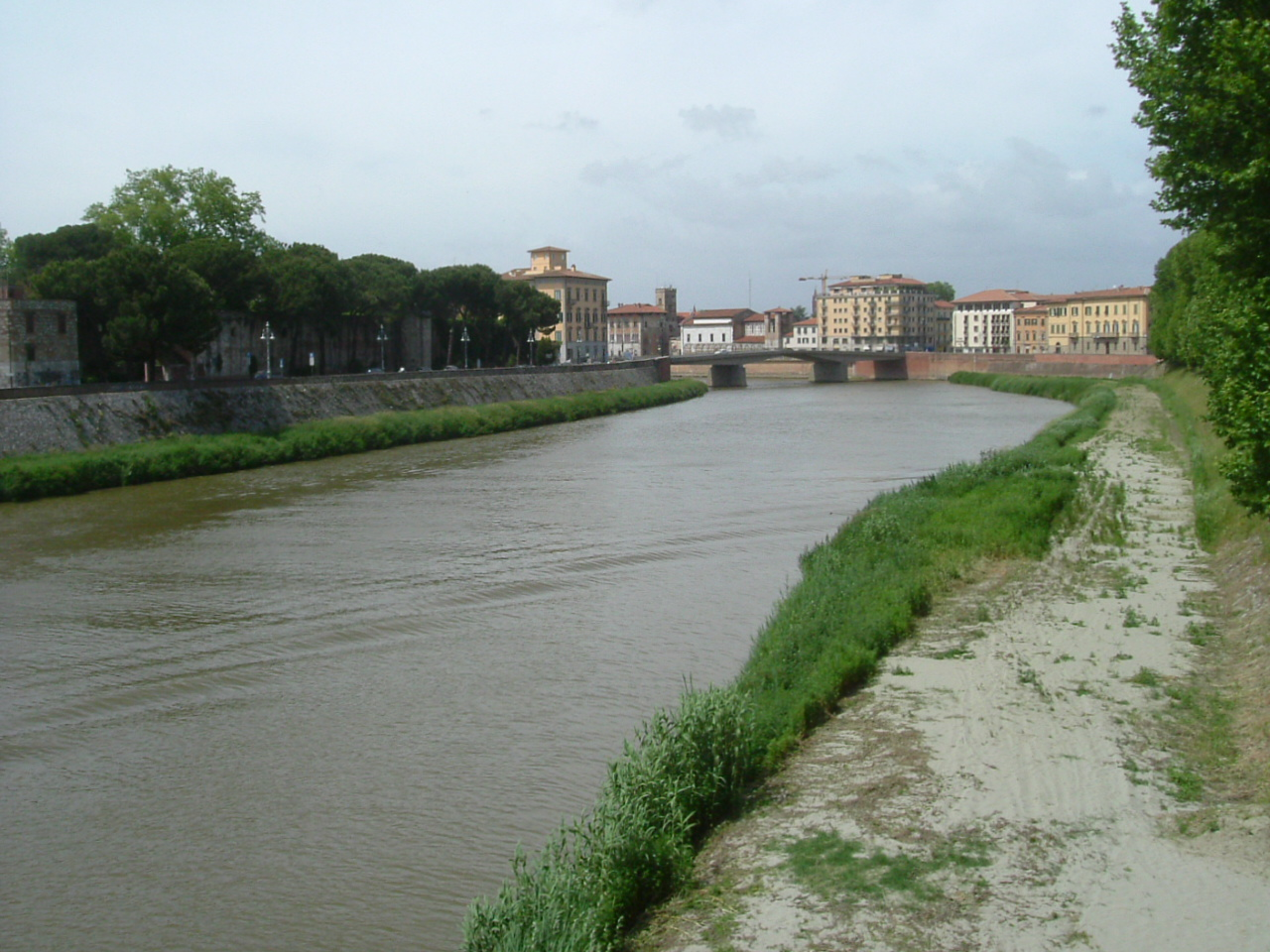
比薩的阿爾諾河，靠近 Ponte della Fortezza（堡壘橋）
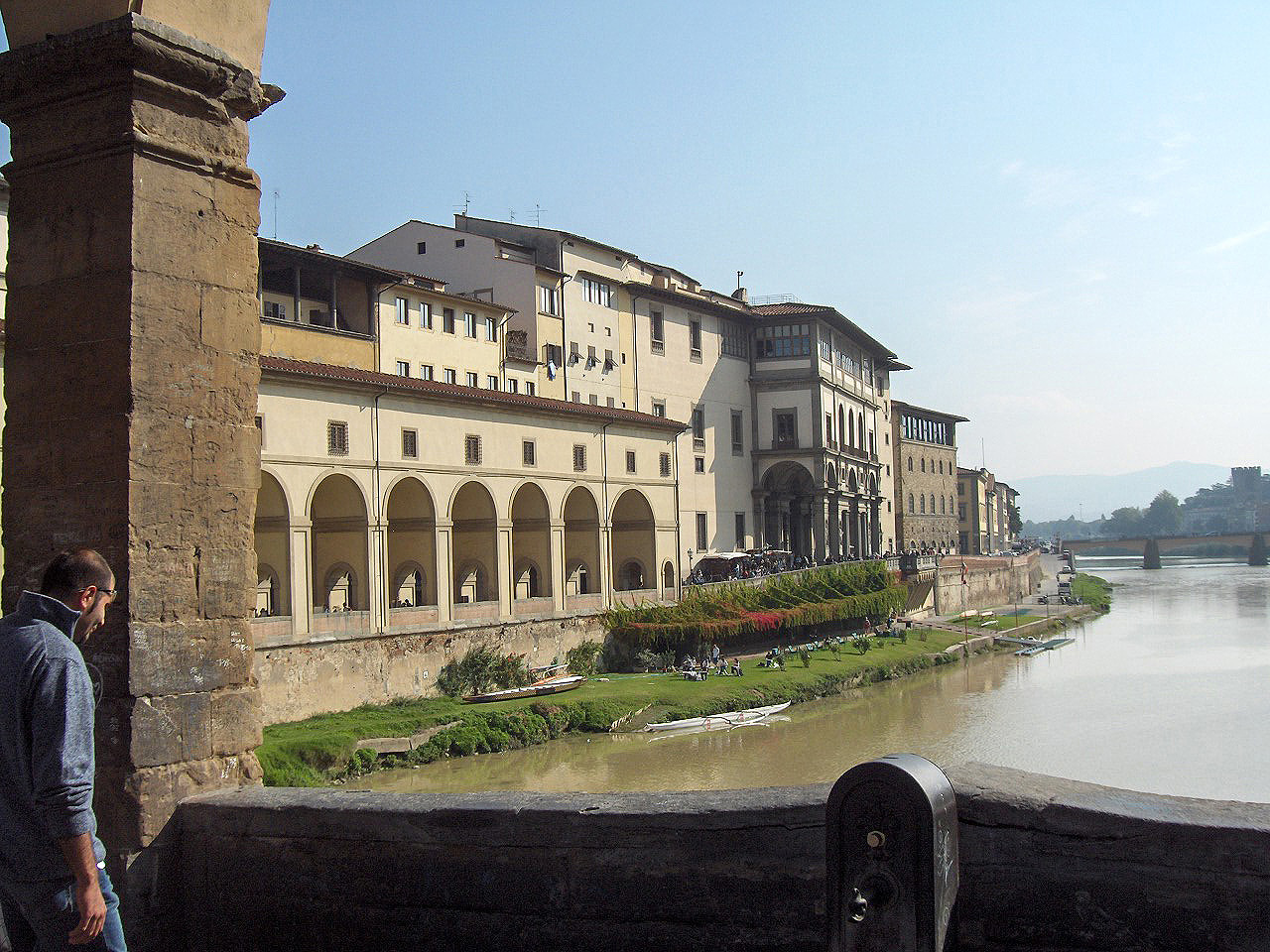
從佛羅倫斯老橋看到的阿爾諾河河岸
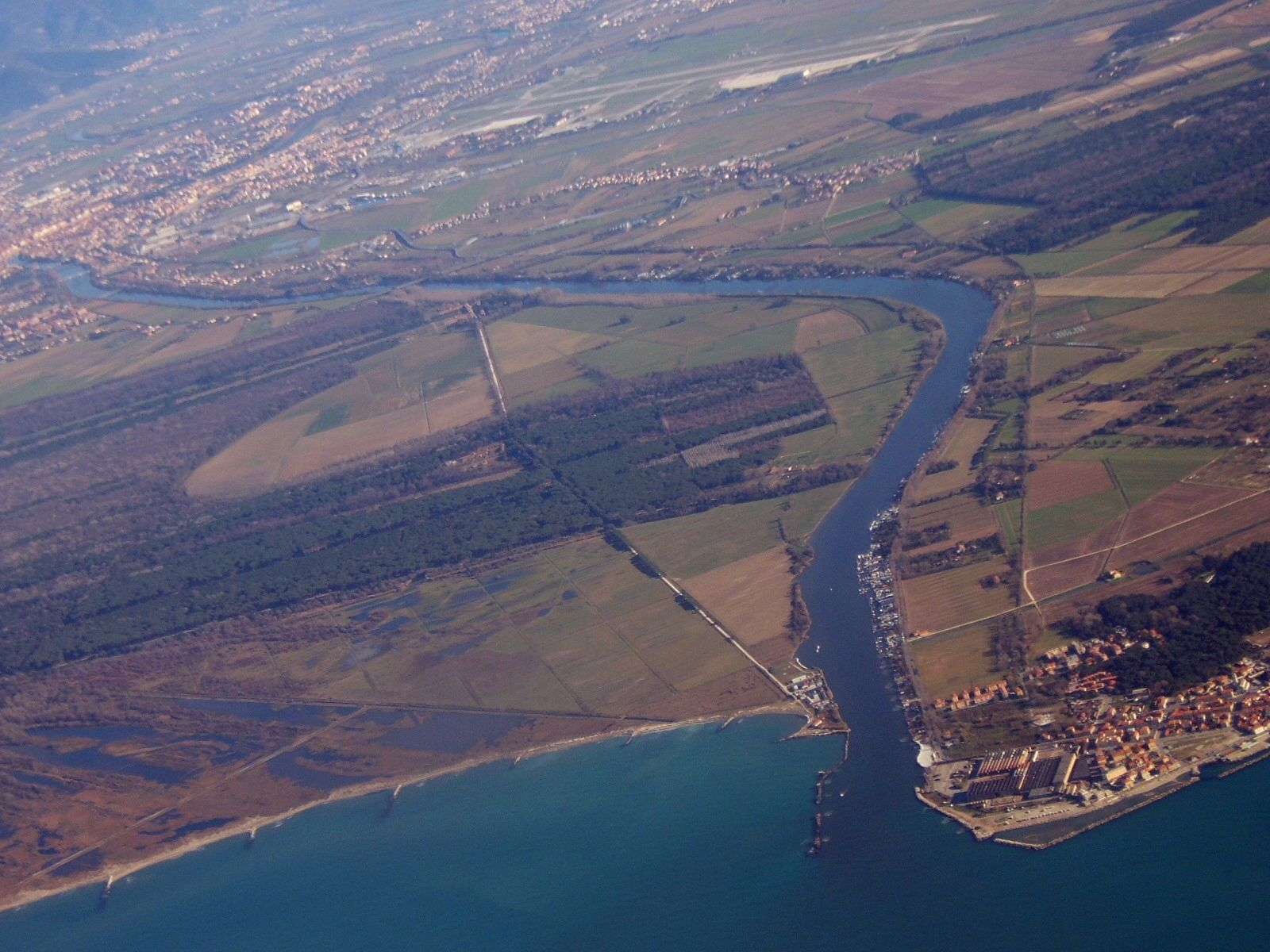
比薩碼頭（英语：Marina di Pisa）的阿爾諾河河口
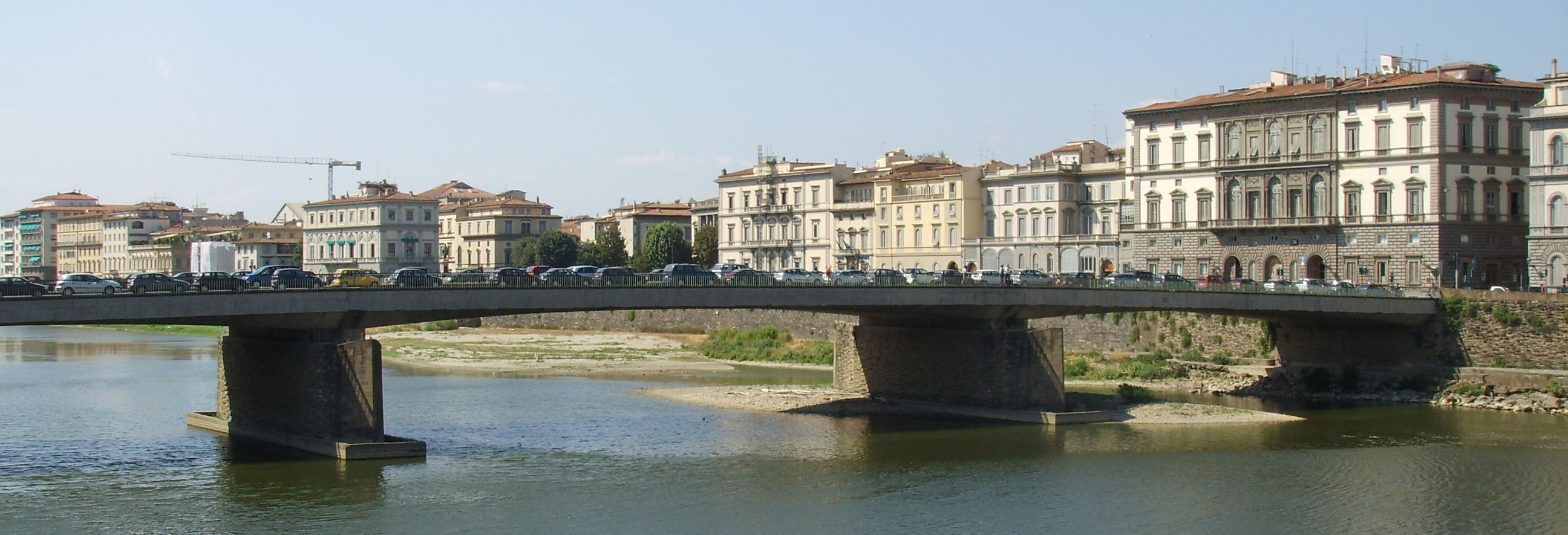
亞美利哥韋斯普奇橋（英语：Ponte Amerigo Vespucci）

## 外部連結
- （意大利文）Basin Authority of the Arno （页面存档备份，存于）